# Friends Provident
Friends Provident est une entreprise britannique faisant partie de l'indice FTSE 100.